# Дружба (Житомирская область)
 Дру́жба  (укр.  Дружба) — посёлок в Олевском районе Житомирской области Украины.

## История
В январе 1989 года численность населения составляла 1021 человек.
На 1 января 2013 года численность населения составляла 485 человек.

## Экономика
Основное предприятие пгт: ГП Министерства обороны Украины "Дружбовский карьер нерудных ископаемых «Кварц»".

## Транспорт
Ближайшая ж/д станция: Дуброва-Олевская, находится за 4 км от Дружбы.